# Famille Davignon
Pour les articles homonymes, voir Davignon.
 (juin 2013).
Si vous disposez d'ouvrages ou d'articles de référence ou si vous connaissez des sites web de qualité traitant du thème abordé ici, merci de compléter l'article en donnant les références utiles à sa vérifiabilité et en les liant à la section « Notes et références ».
La famille Davignon est une famille de la noblesse belge, active dans la vie politique, économique et diplomatique du Royaume. Certains de ses membres se sont illustrés dans le service de l’État, en tant que congressiste, parlementaire, ministre et ambassadeur.
En 1916, Julien Davignon reçut du roi Albert Ier la concession du titre de vicomte, transmissible de manière héréditaire à l'ensemble de sa descendance.
Par Arrêté Royal du 13 juillet 2017,  Étienne Davignon est titré comte, titre transmissible à tous ses descendants.

## Personnalités
- Étienne Davignon (1932) , diplomate et homme d'affaires.
- Gilles Davignon (1780-1859), industriel, financier et membre du Congrès de 1830.
- Henri Davignon (1879-1964), écrivain et sénateur, membre de l'Académie royale de langue et de littérature françaises de Belgique[1].
- Julien Davignon (1854-1916), ministre.
- Abbé Pierre Davignon (1912-1945), résistant, adjudant ARA. Il a également hébergé des juifs et des résistants en danger. Il est mort pendant son transfert du camp de Gross Rosen à Dora[2].

## Descendance de François Gervais Davignon
- François Gervais Davignon (1755-1826) x Anne Joseph Herendael (1754-1825)
  - Gilles Davignon (1780-1859) x Jeanne Legrand (1778-1851)
    - François Henri Davignon (1808-)
    - Joséphine Davignon (1810-1845) x Theodor Rellessen (1802-)
    - Charles Davignon (1812-) x Marie Jeanne Courrier (1822-)
    - Jacques Davignon (1815-1818)
    - Henri Eugène François Davignon x Caroline Agathe Millot
      - Vicomte Henri François Julien Claude Davignon (1854-1916) x Hélène Louise Émilie Calmyn
        - Vicomte Henri Davignon (1879-1964) x Jeanne Hélène Flore van Loo (1885-1952)
          - Vicomtesse Claire Françoise Julienne Davigon (1910-) x Aymar Joseph Paul de Potter d'Indoye
          - Vicomtesse Marie Colette Hélène Davignon (1911-2003) x Louis Ghislain Marie Mignot (1909-)
          - Vicomte Pierre Albert Gilles Davignon (1912-1945), résistant, décédé pendant son transfert du camp de concentration de Gross-Rosen à Dora
          - Vicomtesse Anne Céline Jacqueline Davignon (1912-)
          - Vicomtesse Jacqueline Louise Fernande Davignon x Baron Charles Guillaume Prosper del Marmol
          - Vicomte Julien Davignon x Comtesse Madeleine de Liedekerke Beaufort
            - Vicomtesse Christine Davignon x Baron Étienne Fallon
            - Vicomte Pierre Davignon x Brigitte de Neve de Roden
            - Vicomtesse Isabelle Davignon x (1) Claude Bourgoignie et x (2) Bruno Dethomas
            - Vicomte Henri Davignon x Comtesse Sabine du Parc Locmaria du Parc
            - Vicomtesse Brigitte Davignon x Philippe Aubry

          - Vicomtesse Chantal Pauline Marguerite Davignon  x Gaëtan Georges Marie Regout (1912-1968)

        - Vicomtesse Marie Madeleine Théodore Davignon (1881-) x Vicomte Georges Alexis Jean Terlinden (1879-1912)
        - Vicomtesse Marie-Louise Davignon (1883-1957) x Baron Paul du Roy de Blicquy (1879-)
        - Vicomte Jacques Henri Charles Davignon x Comtesse Jacqueline Elisabeth de Liedekerke (1896-1965)
          - Vicomtesse Nicole Hélène Mathilde Davignon x Comte Pol Boël
          - Vicomte Jean Claude Charles Davignon x Marie Thérèse Frédérique van Wassenhove
            - Vicomte Jimmy Davignon
            - Vicomte Olivier Davignon
            - Vicomtesse Sybille Davignon

          - Comte Étienne Davignon (1932) x Frances Georgette Laure de Cumont
            - Comtesse Axelle Davignon
            - Comtesse Carole Davignon x Rodolphe Pierre Janssen
            - Comte Vincent Davignon

        - Vicomtesse Hélène Henriette Marie Davignon x Baron Ferdinand Philippe Marie Snoy